# Wacław Aleksander Lachman
Wacław Aleksander Lachman (ur. 19 grudnia 1880 w Płocku, zm. 16 października 1963 w Warszawie) – kompozytor, dyrygent, pedagog, autor podręczników i śpiewników, animator życia muzycznego, zasłużony dla muzyki chóralnej w Polsce, także bardzo aktywny społecznik i patriota.

## Życiorys
Pochodził z rodziny o wieloletnich tradycjach muzycznych. Był synem Mirosława, muzyka, kapelmistrza miejscowej orkiestry wojskowej, i Anny z Konwickich. Działalność muzyczną zaczął wcześnie, już w czasie nauki w Gimnazjum Gubernialnym w Płocku, gdzie dyrygował założonym przez siebie chórem szkolnym, znanym później jako Płocka Drużyna Śpiewacza, dla którego już wtedy opracowywał i komponował utwory.
W Warszawie studiował w Konserwatorium Warszawskim w klasie Zygmunta Noskowskiego. W czasie studiów założył kolejny chór – składający się ze studentów uczelni. Utworzył również w tym czasie Polski Związek Młodzieży Muzycznej, któremu prezesował. Równolegle śpiewał w chórze Filharmonii. W 1909 r. ukończył studia dyplomem z kompozycji.
W 1906 r. w Warszawie założył Chór Lachmana, który zyskał później sławę jako Harfa (kierował nim do 1963 r.). M.in. z chórem tym wystąpił ok. 300 razy w czasie okupacji hitlerowskiej, głównie w kościołach, z repertuarem patriotycznym. Brał udział w powstaniu warszawskim.
Dyrygował również licznymi innymi chórami warszawskimi, w tym chórem Filharmonii Warszawskiej oraz chórem Opery Warszawskiej. Ze swoimi chórami wyjeżdżał na tournée do Francji, Belgii i Moskwy, zdobywając wszędzie aplauz publiczności. Wykładał też w stołecznych liceach, w tym w VI Liceum Ogólnokształcącym im. Tadeusza Reytana w Warszawie, gdzie uczył śpiewu i prowadził chór.
Od 1932 r. zajmował stanowisko naczelnego dyrygenta Zjednoczenia Związków Śpiewaczych i Instrumentalnych RP. Honorowy obywatel miasta Płocka (tytuł nadano w 1934 r. podczas uroczystego pobytu w tym mieście Lachmana wraz z jego Harfą). W 1938 r. otrzymał nagrodę muzyczną m. Warszawy.
Zmarł w Warszawie, pochowany na cmentarzu Powązkowskim w Warszawie (Aleja Zasłużonych-1-129). 

## Twórczość
Jego dorobek kompozytorski to ponad 300 utworów, głównie na chór męski. Komponował pieśni, kantaty, msze oraz liczne opracowania muzyki ludowej.

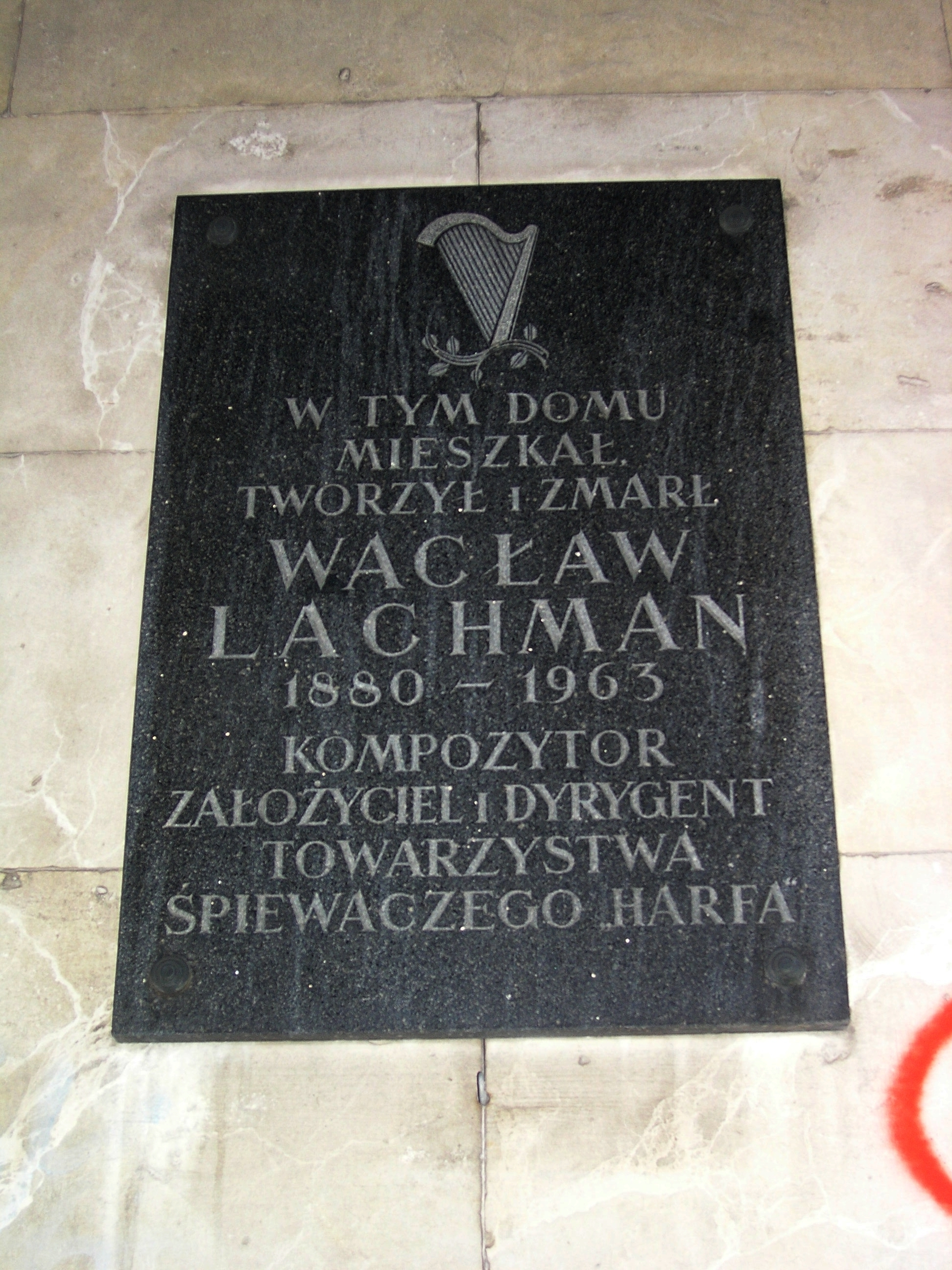
Tablica upamiętniająca kompozytora Wacława Aleksandra Lachmana na budynku przy ul. Marszałkowskiej 140 w Warszawie, gdzie mieszkał, tworzył i zmarł.

## Ordery i odznaczenia
- Krzyż Oficerski Orderu Odrodzenia Polski (10 listopada 1938)[4]
- Krzyż Oficerski Orderu Odrodzenia Polski (11 lipca 1955)[5]
- Złoty Krzyż Zasługi (dwukrotnie: 30 stycznia 1930[6], 8 maja 1951[7])
- Medal 10-lecia Polski Ludowej (19 stycznia 1955)[8]

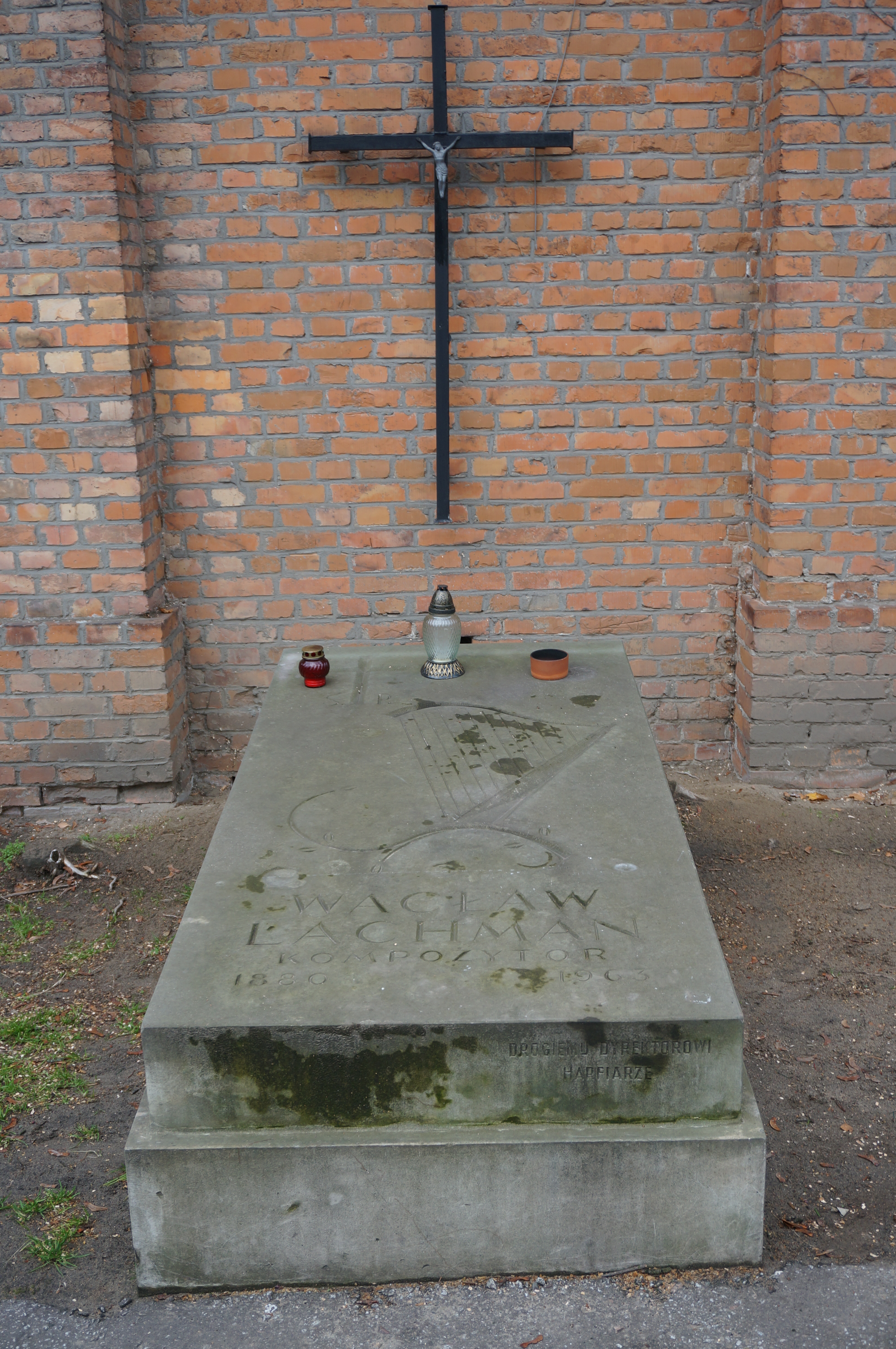
Grób Wacława Aleksandra Lachmana na cmentarzu Stare Powązki w Warszawie

## Upamiętnienie
W trzecią rocznicę śmierci na ścianie zabytkowego domu przy pl. Obrońców Warszawy 1 w Płocku, zwanego obecnie „domem Lachmana”, w którym się urodził i mieszkał przez pierwsze 12 lat życia, umieszczono tablicę pamiątkową. 
Kompozytor jest także patronem jednej z głównych ulic na płockim osiedlu Międzytorze oraz ulicy na warszawskim Ursynowie. 
Pamiątkowa tablica ku jego czci znajduje się m.in. w Warszawie, na budynku przy ul. Marszałkowskiej 140.